# Сражение у Доггер-банки (1696)
Сражение у Доггер-банки (фр. Bataille du Dogger Bank) — морское сражение, произошедшее 17 июня 1696 года у Доггер-Банки во время войны Аугсбургской лиги между французской эскадрой в составе 7 кораблей под командованием приватира Жана Бара и голландской эскадрой из 5 кораблей под командованием капитана Рутгера Бакинга, сопровождавшей торговый конвой. В ходе боя французская эскадра пленила все голландские военные корабли и сожгла 4 из них, а также часть торговых судов.

## Прелюдия
В ходе войны, которая для Франции поворачивалась в невыгодную сторону, французский флот потерял превосходство на море и был вынужден прибегнуть к тактике крейсерской войны. Летом 1696 года корсарская эскадра в составе 7 фрегатов и более мелких судов известного Дюнкеркского корсара Жана Бара в очередной раз прорвала блокаду английского флота и вырвалась на просторы Северного моря. По его следам следовала крупная английская эскадра в составе 18 кораблей под командованием английского адмирала Джона Бенбоу. В этих условиях французская эскадра встретила голландский торговый флот, по разным данным в составе 91 — 112 торговых судов под эскортом 5 военных кораблей.

## Сражение
Исход боя был предсказуем, поскольку помимо большего числа военных кораблей у французской эскадры, она имела существенное преимущество в количестве орудий, а также её экипажи были укомплектованы опытными морскими волками, прошедшими не одно сражение, и были ведомы выдающимся командиром. Однако бой выдался тяжелым.
Начался он в 19.00, когда Жан Бар на своем флагманском Maure («Мавр») атаковал голландский флагман Raadhuis-van-Haarlem. Последний храбро сражался в течение 3-х часов, пока не был убит капитан. После этого сам корабль и остальные четыре корабля начали сдаваться. При этом на самом «Мавре» 15 человек было убито, а 16 ранено.
После этого, до подхода английской эскадры французы смогли захватить и сжечь 25 торговых судов из состава конвоя. Однако приближение английской эскадры заставило французов сжечь и четыре из пяти захваченных кораблей, экипажи которых в количестве 1200 человек были переведены на захваченный Comte de Solnis. На корабле заклепали пушки и залили водой порох, а корабль отпустили с условием, что голландцы приведут его в Дюнкерк. При этом капитанов всех кораблей французы оставили у себя заложниками.
После этого французская эскадра поспешно отошла к берегам Дании, оставаясь там до июля, и впоследствии, успешно пройдя через союзные заслоны, 27 сентября прибыла в Дюнкерк.

## Состав сил

### Франция
- Maure, фрегат, 54 пушки, флагман
- Adroit, фрегат, 44 пушки
- Mignon, фрегат, 44 пушки
- Jersey, фрегат, 40 пушек
- Comte, фрегат, 40 пушек
- Alcyon, фрегат, 38 пушек
- Milfort, фрегат, 36 пушек

- Tigre, брандер
- Saint Jean, long boat
- Deux Frères, long boat
- Lamberly, приватирское судно, 8 пушек
- Bonne Espérance, приватирское судно, 6 пушек

### Голландия
- Raadhuis-van-Haarlem, 44 пушки, флагман — сдался и сожжен
- Comte de Solnis, 38 пушек — сдался
- Wedam, 38 пушек — сдался и сожжен
- ?, 24 пушки — сдался и сожжен
- ?, 24 пушки — сдался и сожжен
- 112 торговых судов, из них 25 захвачены и сожжены